# Echinopsis arboricola
Echinopsis arboricola là một loài thực vật có hoa trong họ Cactaceae. Loài này được (Kimnach) Mottram mô tả khoa học đầu tiên năm 1997.